# Posjed
Posjed je faktičko stanje zaštićeno pravom, tj. faktička vlast na stvari koju štiti zakon. Kod svih stvarnopravnih odnosa, uz odnose među ljudima s obzirom na stvari, postoji i fizički odnos čovjeka i same stvari, odnosno faktički odnos. Važno je da posjed nije pravo već činjenica.
Između čovjeka i stvari može nastati faktički odnos, ali da to nije stvarnopravi odnos. Primjer za takav odnos je odnos između kradljivca i ukradene stvari.
Razlika između posjeda i vlasništva jest ta što je posjed pravna činjenica, odnosno pretpostavka pojedinih stvarnih prava, dok je vlasništvo jedno od stvarnih prava.

## Vrste posjeda
Posjed može biti:
- neposredan ili posredan;
- individualan;
- suposjed - isti posjed stvari ili prava ima više osoba;
- samostalan - posjed je samostalan kad posjednik posjeduje stvar kao da je njezin vlasnik ili posjeduje pravo kao da je nositelj toga prava. Posjed će se smatrati samostalnim, ako se ne dokaže suprotno;
- nesamostalan - posjed je nesamostalan kad posjednik posjeduje stvar priznajući višu vlast posrednoga posjednika;
- posjed stvari;
- posjed prava;
- zakonit ili nezakonit - posjed je zakonit ako posjednik ima valjani pravni temelj toga posjedovanja;
- istinit ili neistinit - posjed je istinit ako nije pribavljen ni silom, ni potajno ili prijevarom, ni zlouporabom povjerenja. Posjed koji je pribavljen silom, potajno ili prijevarom, ili zlouporabom povjerenja, postaje miran kad osobi od koje je tako pribavljen prestane njezino pravo da štiti svoj posjed koji joj je tako oduzet;
- pošten ili nepošten - posjed je pošten ako posjednik kad ga je stekao nije znao niti je s obzirom na okolnosti imao dovoljno razloga posumnjati da mu ne pripada pravo na posjed, ali poštenje prestaje čim posjednik sazna da mu pravo na taj posjed ne pripada. Posjed se smatra poštenim, osim ako se dokaže suprotno.
- kvalificirani posjed je onaj posjed koji je zakonit, istinit i pošten